# Irossum

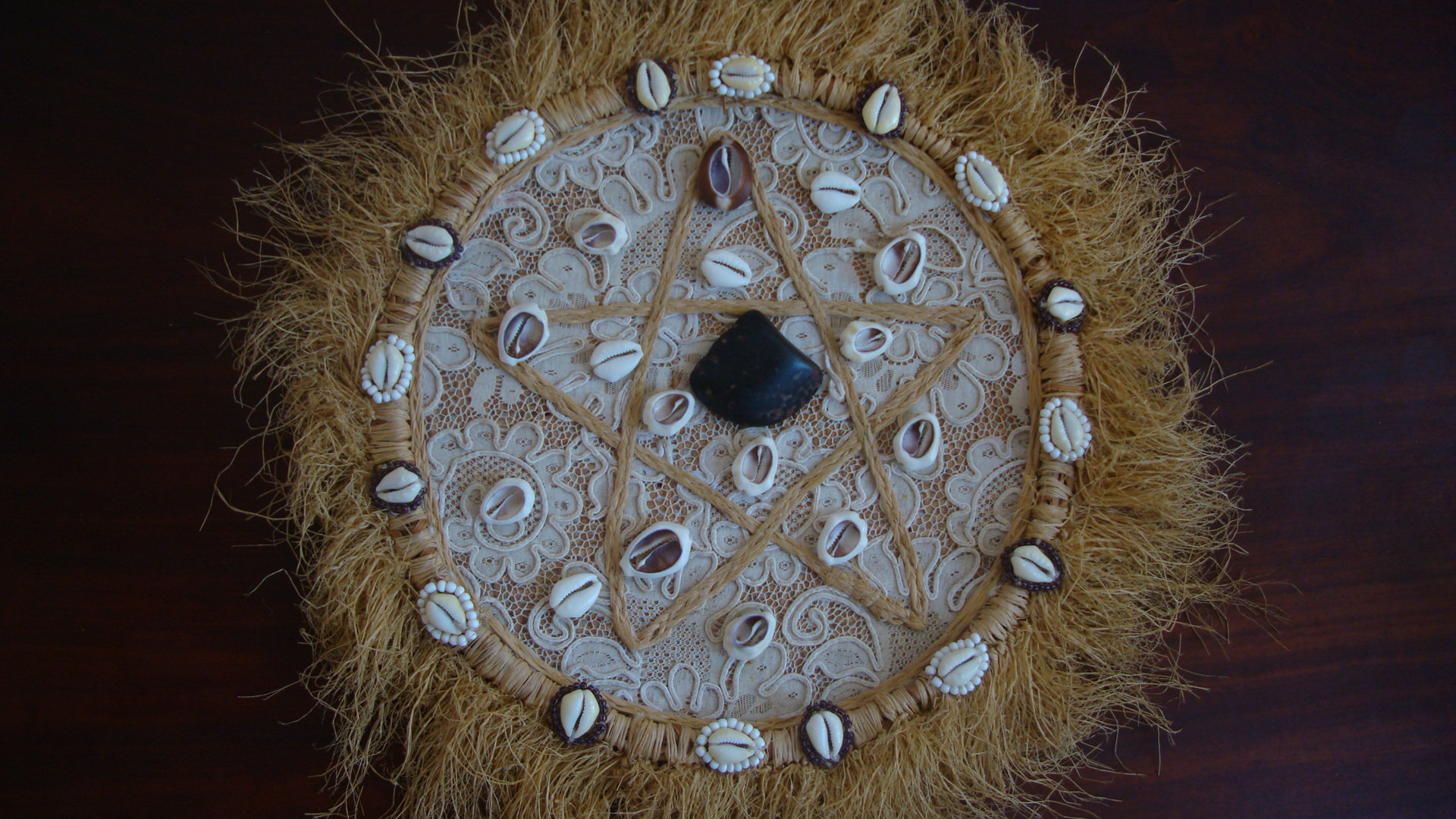
Irossum

Irossum (irosun) é um odu do oráculo de ifá, representado no merindilogum com quatro conchas abertas pela natureza e doze fechadas. Nesta caída responde Omolu, Iemanjá e Egum. Significa preocupação com saúde e espiritualidade, provavelmente o consulente se tornará líder espiritual sendo um Ogã, equede, Iaô até mesmo Babalorixá ou Ialorixá.

## Interpretação do Olhador
Esta caída pode pronunciar calúnias e injustiças, ocasionadas por Egungum, e sendo este odu, um dos odu ligado a Omolu ou Obaluaiê, as pessoas regidas por este ele, tendem a sofrer todos esse tipos de problemas. Porém Iemanjá, nesta caída, responde com certa decisão e justiça e equilíbrio de Ori. oxalá, por sua vez, também promete dar um pouco de alívio e proteção. 
Devido ao caminho imposto por esse odu, em sua fase negativa traz influências desagradáveis e causa principalmente ao seu consulente ou a quem é regido por ele, um círculo de falsos amigos. Este odu tem grandes poderes de sabedoria, em sua fase positiva, ele propicia alívio a doenças e caminhos fechados, porém nem todos os problemas poderão ser totalmente resolvidos, mas pelo menos aliviados. É um odu de grandes causas no seu lado positivo, propõe-se a defender o consulente em todos os aspectos. Ele determina fim de sofrimento, traz grandes possibilidades de triunfos e de cargos, terá possibilidades de se envolver com grandes personalidades, é também envolvido em mistérios, indica mediunidade, bom caráter, cargo de chefia na casa de santo e no trabalho.   
Quando se posiciona à esquerda, indica grandes desgraças, ciladas, roubos, indecisões, calúnias, traições de pessoas amigas, acidentes, muitas tristezas, paixões violentas, muita falsidade, até mesmo dentro de casa e no trabalho, além de perigo de morte repentina. Já quando sai a direita, é indicação de que haverá resolução dos problemas por pior que sejam. 
Observação: Este odu, deverá ser encaminhado, sempre que sair na 1ª, 2ª e 3ª caídas. Exemplo: Se a 1ª caída for Irossum, 2ª odi e a 3ª Ofum, é indicação de grandes choques de correntes negativas, está situação é por demais complicada, é perda em muitas coisas, mas principalmente no amor, com tendência a ter uma vida solitária.  
Para atrair boa sorte e eliminar as energias negativas, toda pessoa regida por este odu deverá  fazer uma oferenda mensal com 4 acaçás, 4 moedas, 4 velas, 4 bolos de farinha, 4 ovos (mencionar somente o nome do odu).

## Tipo deebómais comum
Quatro omo adie ou acuncô quequerê, um flecha (ofá), um bastão de madeira (ichã), quatro tipos diferentes de cereais torrados. Passa-se tudo no corpo do consulente e coloca-se o bastão (ichã) e a flecha (ofá) no ibá de Exu e os cereais dentro de um alguidar. Sacrificam-se os omo adie para Exu e colocam-se dentro do alguidar, por cima dos cereais. Despacha-se em água corrente. (A flecha e o bastão ficam para sempre com exu). 